# 坎波迪焦韦
坎波迪焦韦（義大利語：Campo di Giove），是意大利阿奎拉省的一个市镇。总面积30.4平方公里，人口872人，人口密度28.7人/平方公里（2009年）。ISTAT代码为066015。